# Eyes in the Back of Your Head
Eyes in the Back of Your Head (Alternativschreibweise Eyes... In the Back of Your Head) ist ein Jazzalbum von Geri Allen. Die am 14. und 15. Dezember 1995 und am 1. März 1996 in den Clinton Studios, New York entstandenen Aufnahmen erschienen am 12. August 1997 auf dem japanischen Label Somethin’ Else (einem Sublabel der Toshiba-EMI Ltd.) und in Europa auf Blue Note Records. Es gehört zu den wenigen Aufnahmen des Saxophonisten Ornette Coleman mit einem Pianisten.

## Hintergrund
Michael J. West schrieb in JazzTimes, Ornette Coleman war zum Zeitpunkt seines Sound Museum-Projekts 1996 seit fast 40 Jahren nicht mehr öffentlich mit einem Pianisten aufgetreten, abgesehen von einer kurzen Session von 1971 mit Cedar Walton. Dass er Geri Allen ausgewählt hat, um diese Rolle in seinem Projekt zu übernehmen, sollte etwas bedeuten, so der Autor. Coleman befürchtete, dass Pianisten ihn mit ihren Akkordstrukturen einengen würden, doch Allen machte das kaum.
Neben seinem eigenen Album mit dem Sound Museum (Three Women, Verve) spielte Ornette Coleman im selben Jahr auf Allens Album bei zwei Stücken mit; im Duo nahmen sie Vertical Flowing und The Eyes Have It auf. Bei den weitern Stücken auf Eyes in the Back of Your Head spielte die Pianistin mit Cyro Baptista solo New Eyes Opening, FMFMF [For my family, for my friends], Little Waltz. Ferner gibt es ein Duett mit dem Perkussionisten Cyro Baptista (Mother Wit) und vier Nummern (darunter In the Back of Your Head und Windows to the Soul), in denen Allen von ihrem Ehemann, dem Trompeter Wallace Roney begleitet wird (bei zwei davon – M.O.P.E. und Dark Eyes– wirkte auch Baptista mit).
Windows to the Soul ist dem 1997 verstorbenen Schlagzeuger Tony Williams gewidmet.

## Titelliste
- Geri Allen: Eyes… In The Back Of Your Head (Somethin’ Else – TOCJ-5589)
  1. Mother Wit 3:06
  2. New Eyes Opening 5:37
  3. Vertical Flowing 5:27
  4. M.O.P.E. 6:12
  5. FMFMF (For My Family, for My Friends) 5:33
  6. Dark Eyes 4:20
  7. Little Waltz 6:11
  8. In The Back of Your Head 5:52
  9. Windows to the Soul 5:11
  10. The Eyes Have It 7:23

Sofern nicht anders angegeben, stammen alle Kompositionen von Geri Allen.

## Rezeption
Scott Yanow verlieh dem Album in Allmusic vier Sterne und schrieb, dies sei möglicherweise die anspruchsvollste Veröffentlichung der Pianistin. Die immer originellere Geri Allen sei immer eine Musikerin mit eigener Stimme; sie spielte drei atmosphärische Klaviersoli, darunter eine Version von Ron Carters Little Waltz. Mit Ausnahme der Stücke mit Ornette Coleman sei Geri Allen die dominierende Kraft im faszinierenden Set, zu dem auch das eindringliche Windows to the Soul gehört. Die Musik sei meistens avantgardistisch, aber auf ihre eigene Weise zielgerichtet und in sich logisch. Es lohne sich mehrere Male zuzuhören, so Yanows Resümée.
Willard Jenkins schrieb in JazzTimes, im Dialog [mit Coleman bei Three Women] sei Allen eine durch und durch geerdete Frau, und in der Musik bringe sie sowohl einen Sinn für das Geschichtenerzählen als auch für Klangmalerei mit.